# Brengova
Brengova este o localitate din comuna Cerkvenjak, Slovenia, cu o populație de 273 de locuitori.